# Antony Dupuis
Antony Dupuis (Bayonne, 24 febbraio 1973) è un ex tennista francese.
Raggiunge il suo best ranking in singolare il 10 settembre 2001 con la 57ª posizione; mentre nel doppio divenne, il 24 aprile 2006, il 147º del ranking ATP.
In carriera in singolare, è riuscito a conquistare un torneo del circuito ATP a Milano e uno in doppio a Long Island in coppia con Michaël Llodra. Nei tornei del grande slam, la sua migliore prestazione è il terzo turno all'Open di Francia 2003 dove fu sconfitto dal connazionale Sébastien Grosjean con il punteggio di 4-6, 6-2, 6-3, 4-6, 2-6 dopo aver superato Nicolas Escudé e Tommy Haas.
Nel 2006 è stato squalificato per due mesi e mezzo essendo risultato positivo al salbutamolo.

## Statistiche

### Singolare

#### Vittorie (1)
| Legenda                   |
| Grande Slam (0)           |
| ATP World Tour Finals (0) |
| ATP Masters 1000 (0)      |
| ATP World Tour 500 (0)    |
| ATP World Tour 250 (1)    |

| Numero | Data             | Torneo                    | Superficie | Avversario in finale | Punteggio            |
| 1.     | 15 febbraio 2004 | Milan Indoor 2004, Milano | Sintetico  | Mario Ančić          | 6-4, 6(12)–7, 7–6(5) |

### Tornei minori

#### Singolare

##### Vittorie (12)
| Legenda         |
| Challengers (8) |
| Futures (4)     |

| Numero | Data              | Torneo                                    | Superficie  | Avversario in finale | Punteggio        |
| 1.     | 26 dicembre 1998  | Ahmedabad Challenger 1998, Ahmedabad      | Cemento     | Oleg Ogorodov        | 6-4, 6-2         |
| 2.     | 2 gennaio 1999    | Bombay Challenger 1998, Bombay            | Cemento     | Julien Boutter       | 7-5, 7-6         |
| 3.     | 15 agosto 1999    | Binghamton Challenger 1999, Binghamton    | Cemento     | Brett Steven         | 6-7, 6-1, 6-4    |
| 4.     | 15 ottobre 2000   | Grenoble Challenger 2000, Grenoble        | Cemento     | Jan Siemerink        | 7–6(10), 7–6(11) |
| 5.     | 10 dicembre 2000  | Costa Rica Challenger 2000, San Jose      | Cemento     | Alexandre Simoni     | 7–6(5), 4-6, 6-3 |
| 6.     | 10 novembre 2002  | Bratislava Challenger 2002, Bratislava    | Sintetico   | Karol Beck           | 4-6, 6-4, 7–6(1) |
| 7.     | 29 luglio 2006    | Nottingham Challenger II 2006, Nottingham | Erba        | Iván Navarro         | 6-4, 7-5         |
| 8.     | 18 marzo 2007     | Switzerland F3 Futures 2007, Wilen        | Sintetico   | Alexander Flock      | 6-2, 6-3         |
| 9.     | 15 aprile 2007    | France F7 Futures 2007, Grasse            | Terra rossa | Xavier Pujo          | 2-6, 7-5, 6-1    |
| 10.    | 26 maggio 2007    | Fergana Challenger 2007, Fergana          | Cemento     | Pavel Chekhov        | 6-1, 6-4         |
| 11.    | 18 ottobre 2009   | France F18 Futures 2009, Saint Dizier     | Cemento     | Conor Niland         | 6-3, 4-6, 6-4    |
| 12.    | 12 settembre 2010 | Germany F15 Futures 2010, Kenn            | Terra rossa | Alexandre Folie      | 6-4, 6-0         |

### Doppio

#### Vittorie (1)
| Legenda                   |
| Grande Slam (0)           |
| ATP World Tour Finals (0) |
| ATP Masters 1000 (0)      |
| ATP World Tour 500 (0)    |
| ATP World Tour 250 (1)    |

| Numero | Data           | Torneo                              | Superficie | Compagno       | Avversari in finale           | Punteggio |
| 1.     | 29 agosto 2004 | TD Waterhouse Cup 2004, Long Island | Cemento    | Michaël Llodra | Yves Allegro Michael Kohlmann | 6-2, 6-4  |